# Acerodon
Acerodon Jourdan, 1837 è un genere di pipistrelli appartenente alla famiglia degli Pteropodidi.

## Descrizione

### Dimensioni
Al genere Acerodon appartengono pipistrelli di medio-grandi dimensioni, con la lunghezza dell'avambraccio tra i 130 mm di A. celebensis e i 210 mm di A. jubatus. Quest'ultima specie è considerata una delle più grandi del mondo insieme a P. vampyrus, con un'apertura alare fino a 1,7 m e un peso fino a 1,2 kg.

### Caratteristiche craniche e dentarie
Il cranio è molto simile a quello del genere Pteropus, dal quale si differenzia per la presenza di tubercoli nel terzo premolare e nel primo molare superiori e in un solco basale del terzo premolare, e del primo e secondo molare inferiori.
Sono caratterizzati dalla seguente formula dentaria:

### Aspetto
La pelliccia è corta e la tibia è priva di peli. Il colore del corpo varia dal bruno-nerastro al giallo-brunastro, con le spalle più brillanti. I maschi hanno un ciuffo di peli rigidi intorno alle ghiandole del collo. Il muso è lungo ed affusolato, gli occhi sono grandi. Le orecchie sono grandi ed appuntite. Le membrane alari sono attaccate alla base della prima falange del secondo dito del piede. È privo di coda, mentre l'uropatagio è ridotto ad una sottile membrana lungo la parte interna degli arti inferiori. Il genere è stato suddiviso in base alle caratteristiche craniche, dentarie e morfologiche.

## Tassonomia
Il genere include le seguenti specie:
- Nessuna cuspide anteriore nel terzo premolare inferiore. Le orecchie sono più lunghe del muso. Il colore del corpo è chiaro.
- Acerodon celebensis
- Acerodon leucotis
- Acerodon mackloti

- È presente una cuspide anteriore nel terzo premolare inferiore. Le orecchie sono più corte del muso e sono appuntite. Il colore del corpo è più scuro.
- Acerodon humilis
- Acerodon jubatus